# دولة فلسطين
فِلَسْطِين (رسميًا: دَوْلَةُ فِلَسْطِين) هي بحكم القانون دولة ذات سيادة في غرب آسيا، وتحكمها رسميًا منظمة التحرير الفلسطينية وتطالب بالضفة الغربية وقطاع غزة. ومع ذلك، احتلت إسرائيل الأراضي الفلسطينية منذ حرب 1967؛ وتنقسم الضفة الغربية حاليًا إلى 165 "كانتون" فلسطيني تحت الحكم المدني الجزئي للسلطة الوطنية الفلسطينية، و230 مستوطنة إسرائيلية تحت القانون الإسرائيلي في مستوطنات الضفة الغربية، في حين أن غزة تحكمها حركة حماس وتحت حصار طويل الأمد من قبل إسرائيل.
بعد الحرب العالمية الثانية، في عام 1947، تبنت الأمم المتحدة خطة التقسيم لفلسطين الانتدابية حيث أوصت بإنشاء دولتين مستقلتين عربية ويهودية وكيان القدس المستقل. وافق اليهود على خطة التقسيم ورفضها العرب. مباشرة بعد تبني الجمعية العامة للقرار، اندلعت حرب أهلية ولم تنفذ الخطة. في اليوم التالي لتأسيس دولة إسرائيل في 14 مايو 1948، غزت الجيوش العربية المجاورة الانتداب البريطاني السابق وقاتلت القوات الإسرائيلية. في وقت لاحق، أنشئت حكومة عموم فلسطين من قبل جامعة الدول العربية في 22 سبتمبر 1948 لحكم الأراضي الخاضعة للسيطرة المصرية في غزة. وسرعان ما اعترف بها جميع أعضاء جامعة الدول العربية باستثناء شرق الأردن، الذي ضم الضفة الغربية. على الرغم من إعلان ولاية حكومة عموم فلسطين لتشمل كامل فلسطين الانتدابية السابقة، إلا أن ولايتها الفعلية اقتصرت على قطاع غزة. استولت إسرائيل في وقت لاحق على قطاع غزة وشبه جزيرة سيناء من مصر، والضفة الغربية (بما في ذلك القدس الشرقية) من الأردن، ومرتفعات الجولان من سوريا في يونيو 1967 خلال حرب 1967.
في 15 نوفمبر 1988 في الجزائر العاصمة، أعلن ياسر عرفات، رئيس منظمة التحرير الفلسطينية، إنشاء دولة فلسطين. بعد عام من توقيع اتفاقيات أوسلو في عام 1993، شكلت السلطة الوطنية الفلسطينية لإدارة (بدرجات متفاوتة) المناطق أ وب في الضفة الغربية، التي تضم 165 «كانتون»، وقطاع غزة. بعد أن أصبحت حماس الحزب الرائد في برلمان السلطة الوطنية الفلسطينية في الانتخابات الأخيرة (2006)، اندلع صراع بينها وبين حركة فتح، مما أدى إلى سيطرة حماس على غزة في عام 2007 (بعد عامين من فك الارتباط الإسرائيلي).
يبلغ عدد سكان فلسطين 5،051،953 نسمة اعتبارًا من فبراير 2020، واحتلت المرتبة 121 في العالم. على الرغم من أن فلسطين تطالب بالقدس عاصمة لها، إلا أن المدينة تخضع لسيطرة إسرائيل. لا يعترف المجتمع الدولي بمطالب فلسطين وإسرائيل بالمدينة. اعترف بدولة فلسطين من قبل 138 من أصل 193 عضوًا في الأمم المتحدة، ومنذ عام 2012 تتمتع بوضع دولة مراقب غير عضو في الأمم المتحدة. فلسطين عضو في جامعة الدول العربية، ومنظمة التعاون الإسلامي، ومجموعة ال77، واللجنة الأولمبية الدولية، بالإضافة إلى اليونسكو، والأونكتاد، والمحكمة الجنائية الدولية.
بدأت السلطة الفلسطينية باستخدام «دولة فلسطين» على وثائق حكومية، حيث أصدر رئيس سلطة الحكم الذاتي الفلسطينية محمود عباس في بداية يناير 2013 مجموعة مراسيم تقضي باعتماد اسم «دولة فلسطين» رسميًا في الوثائق والأختام والأوراق الحكومية وشعار دولة فلسطين عليه كلمة «فلسطين» بدلا من «السلطة الفلسطينية» و«السلطة الوطنية الفلسطينية».

## أصل التسمية
على الرغم من أن مفهوم منطقة فلسطين ونطاقها الجغرافي قد اختلف عبر التاريخ، إلا أنه يُنظر إليها الآن على أنها مكونة من دولة إسرائيل الحديثة والضفة الغربية وقطاع غزة. كان الاستخدام العام لمصطلح «فلسطين» أو المصطلحات ذات الصلة بالمنطقة الواقعة في الركن الجنوبي الشرقي للبحر الأبيض المتوسط بجانب سوريا يُحدَّثُ تاريخيًا منذ أيام اليونان القديمة، حيث كان هيرودوت هو أول مؤرخ يكتب في القرن الخامس قبل الميلاد في تاريخه «منطقة في سوريا، تسمى فلسطين» تفاعل فيها الفينيقيون مع شعوب بحرية أخرى. يُعتقد أن مصطلح «فلسطين» (باللاتينية Palæstina) كان مصطلحًا صاغه الإغريق القدماء للإشارة إلى مساحة الأرض التي احتلها الفلستيون، على الرغم من وجود تفسيرات أخرى.

### المصطلح
تستخدم هذه المقالة مصطلحات «فلسطين» و«دولة فلسطين» و«الأراضي الفلسطينية المحتلة» بالتبادل حسب السياق. على وجه التحديد، يشير مصطلح «الأراضي الفلسطينية المحتلة» ككل إلى المنطقة الجغرافية للأرض الفلسطينية التي تحتلها إسرائيل منذ عام 1967. وفي جميع الحالات، تشير أي إشارات إلى الأرض أو المنطقة إلى الأراضي التي تطالب بها دولة فلسطين.

## التاريخ

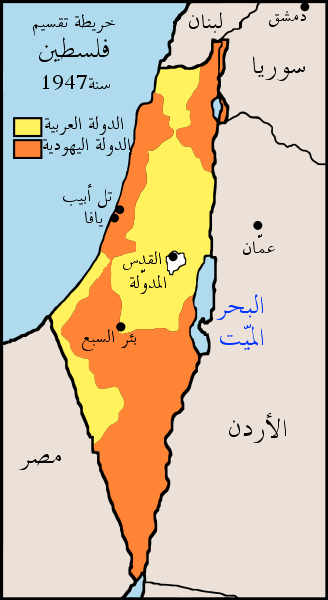
خريطة تُظهر كيفيَّة اقتراح تقسيم فلسطين بين العرب واليهود سنة 1947.

في عام 1947، تبنت الأمم المتحدة خطة التقسيم لحل الدولتين في الأراضي المتبقية من الانتداب. قبلت القيادة اليهودية الخطة ورفضها القادة العرب، ورفضت بريطانيا تنفيذ الخطة. عشية الانسحاب البريطاني النهائي، أعلنت الوكالة اليهودية لإسرائيل قيام دولة إسرائيل وفق خطة الأمم المتحدة المقترحة. لم تعلن اللجنة العربية العليا عن دولة خاصة بها وبدلاً من ذلك، بدأت مع شرق الأردن ومصر والأعضاء الآخرين في جامعة الدول العربية في ذلك الوقت، العمل العسكري مما أدى إلى الحرب العربية الإسرائيلية 1948. خلال الحرب، حصلت إسرائيل على أراضٍ إضافية خصصت لتكون جزءًا من الدولة العربية بموجب خطة الأمم المتحدة. ضمت مصر قطاع غزة وثم قام شرق الأردن بضم الضفة الغربية. أيدت مصر في البداية إنشاء حكومة عموم فلسطين لكنها حلتها في عام 1959. لم يعترف بها شرق الأردن أبدًا وبدلاً من ذلك قرر دمج الضفة الغربية بأراضيها الخاصة لتشكيل الأردن. تم التصديق على الضم عام 1950 لكن المجتمع الدولي رفضه. انتهت حرب الأيام الستة عام 1967، عندما قاتلت إسرائيل ضد مصر والأردن وسوريا، باحتلال إسرائيل للضفة الغربية وقطاع غزة، إلى جانب مناطق أخرى.
في عام 1964، عندما كانت الضفة الغربية تحت سيطرة الأردن، أنشئت منظمة التحرير الفلسطينية هناك بهدف مواجهة إسرائيل. يحدد الميثاق الوطني الفلسطيني لمنظمة التحرير الفلسطينية حدود فلسطين على أنها كامل الأراضي المتبقية من الانتداب، بما في ذلك إسرائيل. بعد حرب الأيام الستة، انتقلت منظمة التحرير الفلسطينية إلى الأردن، لكنها انتقلت لاحقًا إلى لبنان في عام 1971.
حددت قمة جامعة الدول العربية في أكتوبر 1974 منظمة التحرير الفلسطينية بأنها «الممثل الشرعي الوحيد للشعب الفلسطيني» وأعادت التأكيد على «حقهم في إقامة دولة عاجلة مستقلة». في نوفمبر 1974، اعترف بمنظمة التحرير الفلسطينية باعتبارها مختصة في جميع الأمور بشأن قضية فلسطين من قبل الجمعية العامة للأمم المتحدة التي تمنحهم صفة مراقب كـ«كيان من غير الدول» في الأمم المتحدة. بعد إعلان الاستقلال عام 1988، أقرت الجمعية العامة للأمم المتحدة رسميًا بهذا الإعلان وقررت استخدام تسمية «فلسطين» بدلاً من «منظمة التحرير الفلسطينية» في الأمم المتحدة. على الرغم من هذا القرار، لم تشارك منظمة التحرير الفلسطينية في الأمم المتحدة بصفتها حكومة دولة فلسطين.
في عام 1979، من خلال اتفاقات كامب ديفيد، أشارت مصر إلى نهاية أي مطالبة خاصة بها في قطاع غزة. في يوليو 1988، تنازل الأردن عن مطالباته بالضفة الغربية -باستثناء الوصاية على الحرم الشريف- لمنظمة التحرير الفلسطينية. في نوفمبر 1988، أعلن المجلس التشريعي لمنظمة التحرير الفلسطينية، أثناء وجوده في المنفى، قيام «دولة فلسطين». في الشهر التالي، اعترف بها بسرعة من قبل العديد من الدول، بما في ذلك مصر والأردن. في إعلان الاستقلال الفلسطيني، توصف دولة فلسطين بأنها مقامة على «الأرض الفلسطينية»، دون تحديد صريح. ولهذا السبب، فإن بعض الدول التي اعترفت بدولة فلسطين في بيانات الاعتراف بها تشير إلى «حدود عام 1967»، وبذلك تعترف فقط بالأرض الفلسطينية المحتلة، وليس بإسرائيل كأرض لها. كما نص طلب العضوية في الأمم المتحدة المقدم من دولة فلسطين على أنه يستند إلى «حدود عام 1967». خلال مفاوضات اتفاقيات أوسلو، اعترفت منظمة التحرير الفلسطينية بحق إسرائيل في الوجود، واعترفت إسرائيل بمنظمة التحرير الفلسطينية كممثل للشعب الفلسطيني. تضمن إعلان الاستقلال الفلسطيني لعام 1988 دعوة المجلس الوطني الفلسطيني لإجراء مفاوضات متعددة الأطراف على أساس قرار مجلس الأمن التابع للأمم المتحدة رقم 242 والمعروف فيما بعد باسم «التسوية التاريخية»، مما يعني ضمناً قبول حل الدولتين وعدم التشكيك في شرعية دولة إسرائيل.
بعد أن استولت إسرائيل على الضفة الغربية واحتلالها من الأردن وقطاع غزة من مصر، بدأت في إقامة مستوطنات إسرائيلية هناك. تمت إدارة السكان العرب في هذه الأراضي من قبل الإدارة المدنية الإسرائيلية لمنسق أنشطة الحكومة في المناطق والمجالس البلدية المحلية الموجودة منذ ما قبل الاحتلال الإسرائيلي. في عام 1980، قررت إسرائيل تجميد انتخابات هذه المجالس وإنشاء روابط قروية بدلاً من ذلك، كان مسؤولوها تحت النفوذ الإسرائيلي. في وقت لاحق، أصبح هذا النموذج غير فعال لكل من إسرائيل والفلسطينيين، وبدأت روابط القرى في التفكك، وكان آخرها رابطة الخليل، التي حلت في فبراير 1988.
في عام 1993، في اتفاقيات أوسلو، اعترفت إسرائيل بفريق مفاوضي منظمة التحرير الفلسطينية على أنه «يمثل الشعب الفلسطيني»، مقابل اعتراف منظمة التحرير الفلسطينية بحق إسرائيل في الوجود بسلام، وقبولها لقراري مجلس الأمن التابع للأمم المتحدة 242 و338، ورفضها «العنف والإرهاب». نتيجة لذلك، أنشأت منظمة التحرير الفلسطينية في عام 1994 إدارة إقليمية للسلطة الوطنية الفلسطينية، تمارس بعض الوظائف الحكومية في أجزاء من الضفة الغربية وقطاع غزة. في عام 2007، أدت سيطرة حماس على قطاع غزة إلى انقسام الفلسطينيين سياسياً وإقليمياً، حيث تركت حركة فتح التابعة لعباس تحكم الضفة الغربية إلى حد كبير واعترفت دولياً بالسلطة الفلسطينية الرسمية، بينما ضمنت حماس سيطرتها على قطاع غزة. في أبريل 2011، وقعت الأطراف الفلسطينية اتفاق مصالحة، لكن تطبيقه توقف حتى تشكيل حكومة وحدة وطنية في 2 يونيو 2014.
كما ورد في اتفاقيات أوسلو، سمحت إسرائيل لمنظمة التحرير الفلسطينية بإنشاء مؤسسات إدارية مؤقتة في الأراضي الفلسطينية، والتي جاءت في شكل السلطة الوطنية الفلسطينية. منحت السيطرة المدنية في المنطقة (ب) والسيطرة المدنية والأمنية على المنطقة (أ)، وظلت بدون تدخل في المنطقة (ج). في عام 2005، بعد تنفيذ خطة فك الارتباط الإسرائيلية أحادية الجانب، سيطرت السلطة الوطنية الفلسطينية بشكل كامل على قطاع غزة باستثناء حدودها ومجالها الجوي ومياهها الإقليمية. في أعقاب الصراع الفلسطيني الداخلي في عام 2006، سيطرت حماس على قطاع غزة (كان لديها بالفعل الأغلبية في المجلس التشريعي الفلسطيني)، وسيطرت فتح على الضفة الغربية. منذ عام 2007، كانت حركة حماس تحكم قطاع غزة، بينما كانت حركة فتح في الضفة الغربية.

## الاعتراف الدولي

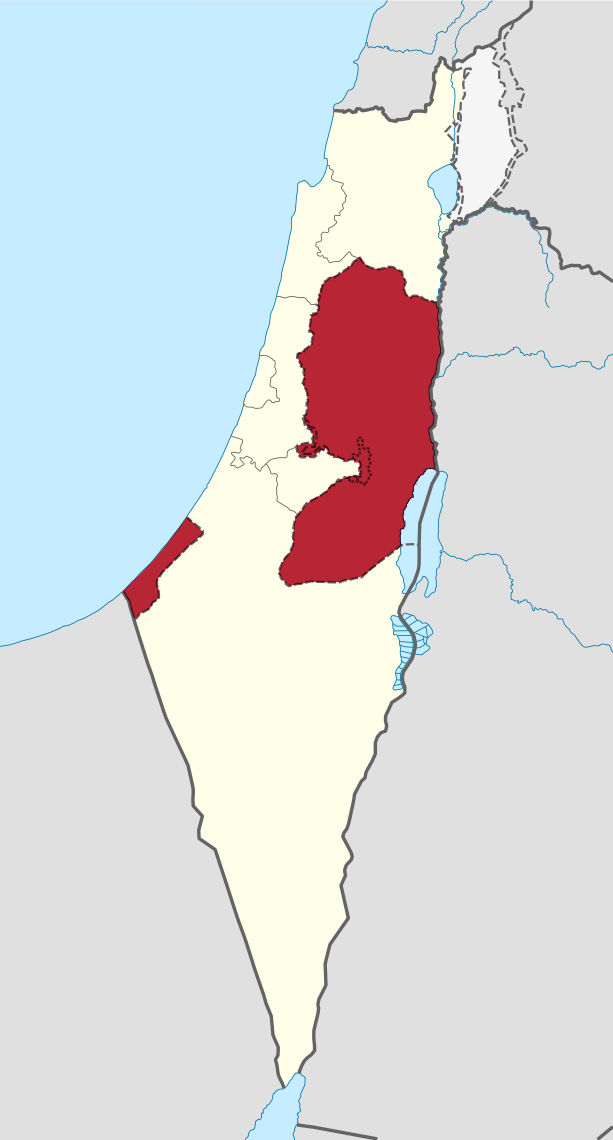
منطقة الأراضي الفلسطينية.

اعترف بدولة فلسطين من قبل 138 من أصل 193 عضوًا في الأمم المتحدة، ومنذ عام 2012 تتمتع بوضع دولة مراقب غير عضو في الأمم المتحدة.
في 29 نوفمبر 2012، بأغلبية 138-9 (مع امتناع 41 عن التصويت وغياب 5)، أصدرت الجمعية العامة للأمم المتحدة القرار 67/19، الذي رفع مستوى فلسطين من «كيان مراقب» إلى «دولة مراقب غير عضو» داخل منظومة الأمم المتحدة، والتي وُصفت بأنها اعتراف بسيادة منظمة التحرير الفلسطينية. مكانة فلسطين الجديدة تعادل مكانة الكرسي الرسولي. سمحت الأمم المتحدة لفلسطين بتسمية مكتبها التمثيلي لدى الأمم المتحدة باسم «بعثة المراقبة الدائمة لدولة فلسطين لدى الأمم المتحدة»، وأصدرت فلسطين تعليمات لدبلوماسييها لتمثيل «دولة فلسطين» رسميًا، بدل تسمية السلطة الوطنية الفلسطينية. في 17 ديسمبر 2012، أعلن رئيس بروتوكول الأمم المتحدة يوشول يون أن «تسمية» دولة فلسطين «يجب أن تستخدم من قبل الأمانة العامة في جميع وثائق الأمم المتحدة الرسمية»، وبذلك اعترف بأن لقب «دولة فلسطين» هو الاسم الرسمي للدولة لجميع أغراض الأمم المتحدة؛ في 21 ديسمبر 2012، ناقشت مذكرة للأمم المتحدة المصطلحات المناسبة لاستخدامها بعد قرار الجمعية العامة 67/19. وقد لوحظ هنا أنه لا يوجد أي عائق قانوني أمام استخدام تسمية فلسطين للإشارة إلى المنطقة الجغرافية للأرض الفلسطينية. وفي الوقت نفسه، أُوضح أنه لا يوجد أي مانع أيضًا من استمرار استخدام مصطلح «الأرض الفلسطينية المحتلة بما فيها القدس الشرقية» أو أي مصطلحات أخرى قد تستخدمها الجمعية عادةً. اعتبارًا من 31 يوليو 2019، اعترفت 138 دولة (71.5%) من الدول الأعضاء في الأمم المتحدة البالغ عددها 193 بدولة فلسطين. ومع ذلك، فإن العديد من الدول التي لا تعترف بدولة فلسطين تعترف بمنظمة التحرير الفلسطينية على أنها «ممثل الشعب الفلسطيني». اللجنة التنفيذية لمنظمة التحرير الفلسطينية مفوضة من قبل المجلس الوطني الفلسطيني لأداء مهام حكومة دولة فلسطين.

## الجغرافيا

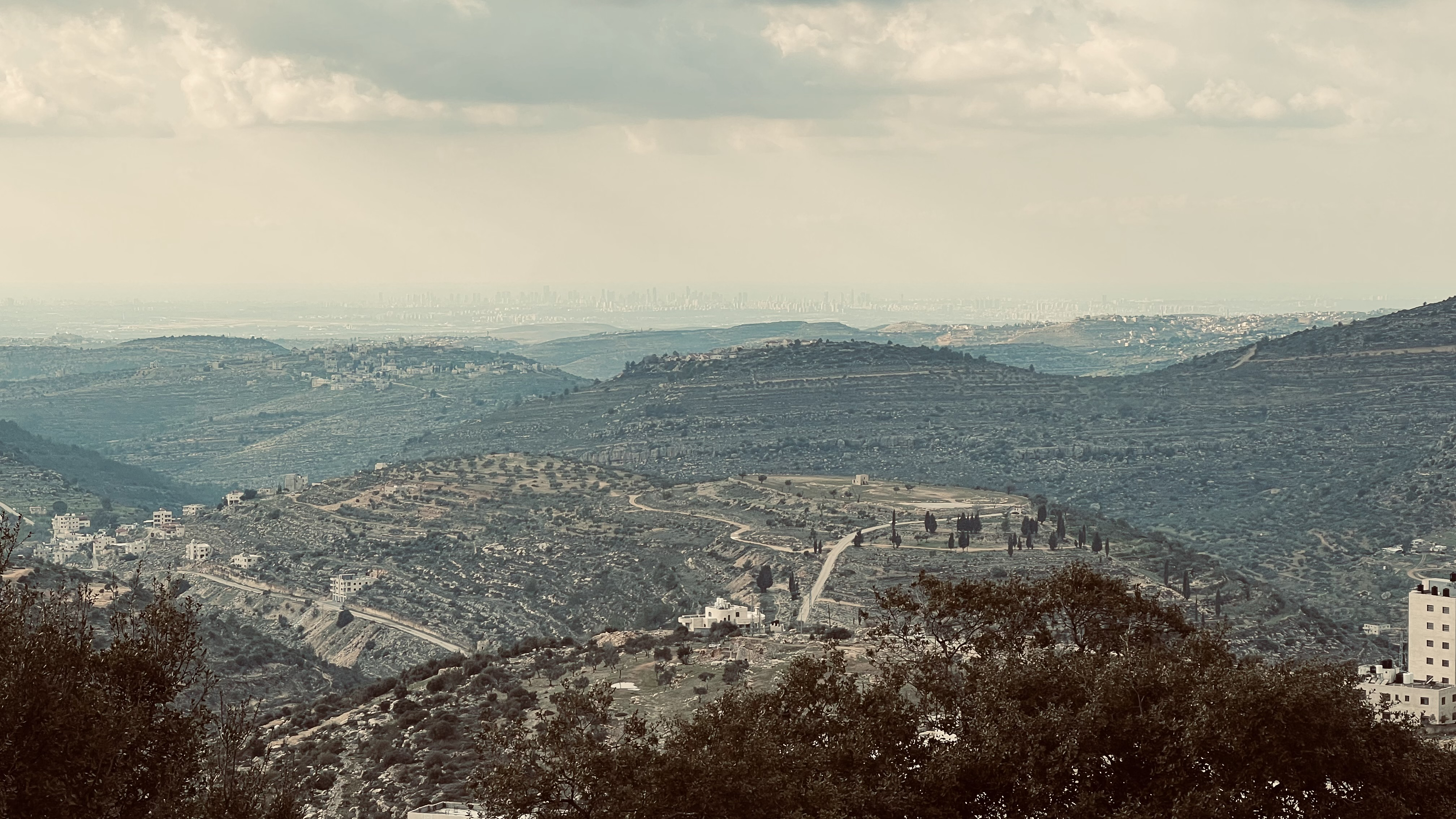
تلال فلسطينية كما تُرى من رام الله.

تقع المناطق التي تطالب بها دولة فلسطين في بلاد الشام. يحد قطاع غزة البحر الأبيض المتوسط من الغرب ومصر من الجنوب وإسرائيل من الشمال والشرق. يحد الضفة الغربية الأردن من الشرق، وإسرائيل من الشمال والجنوب والغرب. وبالتالي، فإن المنطقتين التي تشكلان المنطقة التي تطالب بها دولة فلسطين ليس لهما حدود جغرافية مع بعضهما البعض، حيث تفصل بينهما إسرائيل. ستشكل هذه المناطق المرتبة 163 في العالم من حيث مساحة الأرض.
فلسطين لديها عدد من القضايا البيئية. وتشمل القضايا التي تواجه قطاع غزة مثل التصحر؛ تمليح المياه العذبة ومعالجة الصرف الصحي؛ الأمراض التي تنتقل بالماء؛ تجريف التربة؛ واستنزاف وتلوث موارد المياه الجوفية. في الضفة الغربية، ينطبق العديد من نفس القضايا. على الرغم من وفرة المياه العذبة، إلا أن الوصول إليها مقيد بسبب النزاع المستمر.
عثر على ثلاث مناطق بيئية أرضية في المنطقة: في غابات شرق البحر الأبيض المتوسط الصنوبرية عريضة الأوراق، الصحراء العربية، وصحراء شجيرة بلاد ما بين النهرين.

### المناخ
تختلف درجات الحرارة في فلسطين بشكل كبير. المناخ في الضفة الغربية متوسطي في الغالب، أبرد قليلاً في المناطق المرتفعة مقارنة بالساحل غرب المنطقة. في الشرق، تشمل الضفة الغربية الكثير من صحراء يهودا بما في ذلك الساحل الغربي للبحر الميت الذي يتميز بمناخ جاف وحار. تتمتع غزة بمناخ حار شبه قاحل (كوبن: BSh) مع شتاء معتدل وصيف جاف حار. يصل الربيع بين مارس وأبريل، والأشهر الأكثر سخونة هي يوليو وأغسطس، بمتوسط ارتفاع يبلغ 33 درجة مئوية (91 درجة فهرنهايت). أبرد شهر هو يناير مع درجات حرارة عادة ما تكون 7 درجات مئوية (45 درجة فهرنهايت). الأمطار نادرة وتهطل عمومًا بين شهري نوفمبر ومارس، مع معدلات هطول الأمطار السنوية تقريبًا 4.57 بوصة (116 ملم).

## الحكومة والسياسة
تتكون دولة فلسطين من المؤسسات التالية المرتبطة بمنظمة التحرير الفلسطينية:
- رئيس دولة فلسطين[89][ه] - معين من قبل المجلس المركزي الفلسطيني.[90]
- المجلس المركزي الفلسطيني - الهيئة التشريعية التي أسست دولة فلسطين.[91]
- اللجنة التنفيذية لمنظمة التحرير الفلسطينية - تؤدي وظائف الحكومة في المنفى،[76][92][93] الحفاظ على شبكة علاقات خارجية واسعة.

يجب تمييز ما سبق عن رئيس السلطة الوطنية الفلسطينية والمجلس التشريعي الفلسطيني وحكومة السلطة الوطنية الفلسطينية، وكلها مرتبطة بالسلطة الوطنية الفلسطينية بدلاً من ذلك.
الوثيقة التأسيسية لدولة فلسطين هي إعلان الاستقلال الفلسطيني، وينبغي تمييزها عن وثيقة منظمة التحرير الفلسطينية غير المرتبطة بالميثاق الوطني الفلسطيني والقانون الأساسي الفلسطيني للسلطة الوطنية الفلسطينية.

### التقسيمات الإدارية
تنقسم دولة فلسطين إلى ستة عشر قسمًا إداريًا.
| الاسم            | المساحة (كم²) | السكان   | الكثافة السكانية (لكل كم²) | عاصمة المحافظة       |
| ---------------- | ------------- | -------- | -------------------------- | -------------------- |
| جنين             | 583           | 311,231  | 533.8                      | جنين                 |
| طوباس            | 402           | 64,719   | 161.0                      | طوباس                |
| طولكرم           | 246           | 182,053  | 740.0                      | طولكرم               |
| نابلس            | 605           | 380,961  | 629.7                      | نابلس                |
| قلقيلية          | 166           | 110,800  | 667.5                      | قلقيلية              |
| سلفيت            | 204           | 70,727   | 346.7                      | سلفيت                |
| رام الله والبيرة | 855           | 348,110  | 407.1                      | رام الله             |
| أريحا والأغوار   | 593           | 52,154   | 87.9                       | أريحا                |
| القدس            | 345           | 419,108a | 1214.8a                    | القدس (بحكم القانون) |
| بيت لحم          | 659           | 216,114  | 927.9                      | بيت لحم              |
| الخليل           | 997           | 706,508  | 708.6                      | الخليل               |
| شمال غزة         | 61            | 362,772  | 5947.1                     | جباليا               |
| غزة              | 74            | 625,824  | 8457.1                     | غزة                  |
| دير البلح        | 58            | 264,455  | 4559.6                     | دير البلح            |
| خان يونس         | 108           | 341,393  | 3161.0                     | خان يونس             |
| رفح              | 64            | 225,538  | 3524.0                     | رفح                  |

a. تشمل البيانات الواردة من القدس، القدس الشرقية المحتلة وسكانها الإسرائيليون.
قسمت محافظات الضفة الغربية إلى ثلاث مناطق وفقًا لاتفاقية أوسلو 2. تشكل المنطقة (أ) 18% من الضفة الغربية حسب المنطقة، وتديرها الحكومة الفلسطينية. تشكل المنطقة (ب) 22% من الضفة الغربية، وتخضع للسيطرة المدنية الفلسطينية، والسيطرة الأمنية الإسرائيلية الفلسطينية المشتركة. تشكل المنطقة (ج)، باستثناء القدس الشرقية، 60% من الضفة الغربية، وتديرها الإدارة المدنية الإسرائيلية، باستثناء أن الحكومة الفلسطينية توفر الخدمات التعليمية والطبية لـ150.000 فلسطيني في المنطقة. أكثر من 99% من المنطقة (ج) محظورة على الفلسطينيين. هناك حوالي 330 ألف إسرائيلي يعيشون في مستوطنات بالمنطقة (ج). رغم أن المنطقة (ج) تخضع للأحكام العرفية، فإن الإسرائيليين الذين يعيشون هناك يحاكمون أمام محاكم مدنية إسرائيلية.
تدار القدس الشرقية (التي تضم بلدية القدس الشرقية الأردنية الصغيرة قبل عام 1967 جنبًا إلى جنب مع منطقة كبيرة من الضفة الغربية قبل عام 1967 والتي حددتها إسرائيل في عام 1967) كجزء من منطقة القدس في إسرائيل ولكن تطالب بها فلسطين كجزء من محافظة القدس. ضمت فعليًا من قبل إسرائيل في عام 1967، من خلال تطبيق القانون الإسرائيلي والولاية القضائية والإدارة بموجب قانون 1948 المعدل لهذا الغرض، وأعيد تأكيد هذا الضم المزعوم دستوريًا (ضمنيًا) في القانون الأساسي: القدس 1980، لكن هذا الضم لم يتم التصديق عليه من قبل أي دولة أخرى. في عام 2010 من أصل 456000 نسمة في القدس الشرقية، كان 60% منهم فلسطينيون و40% إسرائيليون. ومع ذلك، منذ أواخر العقد الأول من القرن الحادي والعشرين، أعاد الجدار الأمني الإسرائيلي في الضفة الغربية فعليًا ضم عشرات الآلاف من الفلسطينيين الذين يحملون بطاقات هوية إسرائيلية إلى الضفة الغربية، تاركًا القدس الشرقية داخل الجدار بأغلبية إسرائيلية صغيرة.[بحاجة لمصدر]

### العلاقات الخارجية
يتم تمثيل دولة فلسطين من قبل منظمة التحرير الفلسطينية. في الدول التي تعترف بدولة فلسطين تحتفظ بسفارات لها. منظمة التحرير الفلسطينية ممثلة في العديد من المنظمات الدولية كعضو أو منتسب أو مراقب. بسبب عدم الحسم في المصادر في بعض الحالات، من المستحيل التمييز بين تنفيذ المشاركة من قبل منظمة التحرير الفلسطينية كممثل لدولة فلسطين، أو من قبل منظمة التحرير الفلسطينية ككيان من غير الدول أو من قبل السلطة الوطنية الفلسطينية.[بحاجة لمصدر]

### الاعتراف الرسمي

دولة فلسطين.
دول تعترف بدولة فلسطين.
دول لا تعترف بدولة فلسطين.

في 15 ديسمبر 1988، تم الاعتراف بإعلان استقلال دولة فلسطين في نوفمبر 1988 في الجمعية العامة بالقرار 43/177.
اعتبارًا من 31 يوليو 2019، اعترفت 138 (71.5%) من الدول الأعضاء في الأمم المتحدة البالغ عددها 193 دولة بدولة فلسطين. ومع ذلك، فإن العديد من الدول التي لا تعترف بدولة فلسطين تعترف بمنظمة التحرير الفلسطينية على أنها «ممثل الشعب الفلسطيني». اللجنة التنفيذية لمنظمة التحرير الفلسطينية مفوضة من قبل المجلس الوطني الفلسطيني لأداء مهام حكومة دولة فلسطين.
في 29 نوفمبر 2012، قرار الجمعية العامة للأمم المتحدة 67/19، الذي رفع مستوى فلسطين إلى «دولة مراقبة غير عضو» في الأمم المتحدة. تم وصف التغيير في الوضع بأنه «اعتراف فعلي بدولة فلسطين ذات السيادة».
في عام 2013، رفع البرلمان السويدي مكانة مكتب التمثيل الفلسطيني في البلاد إلى وضع سفارة كاملة. في 3 أكتوبر 2014، استخدم رئيس الوزراء السويدي الجديد ستيفان لوفن خطاب تنصيبه في البرلمان ليعلن أن السويد ستعترف بدولة فلسطين. اتخذ القرار الرسمي بالقيام بذلك في 30 أكتوبر، مما جعل السويد أول دولة عضو في الاتحاد الأوروبي خارج الكتلة الشيوعية السابقة تعترف بدولة فلسطين. امتنعت معظم الدول الأعضاء في الاتحاد الأوروبي البالغ عددها 27 دولة عن الاعتراف بالدولة الفلسطينية، وتلك الدول التي فعلت ذلك -مثل المجر وبولندا وسلوفاكيا- فعلت ذلك قبل الانضمام. في فبراير 2015، زار محمود عباس السويد لافتتاح السفارة الجديدة. قال رئيس الوزراء السويدي، ستيفان لوفن، «حسب رأينا، أصبحت فلسطين دولة من الآن فصاعدًا».
في 13 أكتوبر 2014، صوت مجلس العموم البريطاني بأغلبية 274 صوتًا مقابل 12 صوتًا لصالح الاعتراف بفلسطين كدولة. أيد مجلس العموم هذه الخطوة «كمساهمة في تأمين حل الدولتين المتفاوض عليه» - على الرغم من أن أقل من نصف أعضاء البرلمان شاركوا في التصويت. ومع ذلك، فإن حكومة المملكة المتحدة ليست ملزمة بفعل أي شيء نتيجة للتصويت: سياستها الحالية هي أنها «تحتفظ بالحق في الاعتراف بالدولة الفلسطينية بشكل ثنائي في اللحظة التي نختارها وعندما يكون من الأفضل لها المساعدة في تحقيق السلام».
في 2 ديسمبر 2014، صوت البرلمان الفرنسي بأغلبية 331 صوتًا مقابل 151 لصالح حث حكومتهم على الاعتراف بفلسطين كدولة. نص النص، الذي اقترحه الاشتراكيون الحاكمون وبدعم من أحزاب اليسار وبعض المحافظين، على مطالبة الحكومة «باستخدام الاعتراف بالدولة الفلسطينية بهدف حل النزاع بشكل نهائي».
في 31 ديسمبر 2014، صوت مجلس الأمن التابع للأمم المتحدة ضد قرار يطالب بإنهاء الاحتلال الإسرائيلي وإقامة الدولة بحلول عام 2017. صوت ثمانية أعضاء لصالح القرار (روسيا، الصين، فرنسا، الأرجنتين، تشاد، تشيلي، الأردن، لوكسمبورغ). في أعقاب الجهود الأمريكية والإسرائيلية المضنية لإلحاق الهزيمة بالقرار، لم تحصل على الحد الأدنى من الأصوات وهو تسعة الأصوات اللازمة لتمرير القرار. صوتت أستراليا والولايات المتحدة ضد القرار، مع امتناع خمس دول أخرى عن التصويت.
في 16 يناير 2015، أعلنت المحكمة الجنائية الدولية أنه منذ أن مُنحت فلسطين صفة دولة مراقب في الأمم المتحدة من قبل الجمعية العامة للأمم المتحدة، يجب اعتبارها «دولة» لأغراض الانضمام إلى نظام روما الأساسي.
في 13 مايو 2015، أعلن الفاتيكان أنه نقل الاعتراف من منظمة التحرير الفلسطينية إلى دولة فلسطين، وأكد الاعتراف بفلسطين كدولة بعد تصويت الأمم المتحدة في عام 2012. قال المونسنيور أنطوان كاميليري، وزير خارجية الفاتيكان، إن التغيير يتماشى مع الموقف المتطور للكرسي الرسولي، الذي أشار بشكل غير رسمي إلى دولة فلسطين منذ زيارة البابا فرنسيس للأراضي المقدسة في مايو 2014.
في 23 ديسمبر 2015، تبنت الجمعية العامة للأمم المتحدة قرارًا يطالب بالسيادة الفلسطينية على الموارد الطبيعية في الأراضي الفلسطينية الواقعة تحت الاحتلال الإسرائيلي. ودعت إسرائيل إلى الكف عن استغلال أو إتلاف أو التسبب في ضياع أو استنزاف وتعريض الموارد الطبيعية الفلسطينية للخطر، وحق الفلسطينيين في المطالبة بالتعويض عن الدمار الشامل. تم تمرير الاقتراح بأغلبية 164 صوتًا مقابل 5 أصوات، مع معارضة كندا وولايات ميكرونيسيا المتحدة وإسرائيل وجزر مارشال والولايات المتحدة.

### رفع العلم في الأمم المتحدة
في أغسطس 2015، قدم ممثلو فلسطين في الأمم المتحدة مشروع قرار من شأنه أن يسمح للدول غير الأعضاء المراقبة فلسطين والكرسي الرسولي برفع علميهما في مقر الأمم المتحدة. في البداية، قدم الفلسطينيون مبادرتهم كجهد مشترك مع الكرسي الرسولي، وهو ما نفاه الكرسي الرسولي.
في رسالة إلى الأمين العام ورئيس الجمعية العامة، وصف سفير إسرائيل في الأمم المتحدة رون بروسور الخطوة بأنها «إساءة استخدام ساخرة أخرى للأمم المتحدة... من أجل تسجيل نقاط سياسية».
بعد التصويت، الذي تم تمريره بأغلبية 119 صوتًا مقابل 8 مع امتناع 45 دولة عن التصويت، قالت السفيرة الأمريكية سامانثا باور إن «رفع العلم الفلسطيني لن يقرب بين الإسرائيليين والفلسطينيين». المتحدث باسم وزارة الخارجية الأمريكية مارك تونر وصفها بأنها محاولة «تأتي بنتائج عكسية» لمتابعة مطالبات الدولة خارج تسوية تفاوضية.
في الحفل نفسه، قال الأمين العام للأمم المتحدة بان كي مون إن المناسبة كانت «يوم فخر للشعب الفلسطيني في جميع أنحاء العالم، يوم أمل»، وأعلن «حان الوقت الآن لاستعادة الثقة من خلال كلاً من الإسرائيليين والفلسطينيين من أجل تسوية سلمية، وأخيراً تحقيق دولتين لشعبين».

### الوضع القانوني
هناك مجموعة متنوعة من الآراء بشأن وضع دولة فلسطين، سواء بين دول المجتمع الدولي أو بين علماء القانون. إن وجود دولة فلسطين، رغم أنه مثير للجدل، هو حقيقة واقعة في آراء الدول التي أقامت علاقات دبلوماسية ثنائية.

### القانون والأمن
يوجد في دولة فلسطين عدد من القوات الأمنية، بما في ذلك قوة الشرطة المدنية وقوات الأمن الوطني والمخابرات، مهمتها الحفاظ على الأمن وحماية المواطنين الفلسطينيين والدولة الفلسطينية.

## التركيبة السكانية
| عدد السكان | عدد السكان |
| السنة      | بالمليون   |
| ---------- | ---------- |
| 1950       | 0.9        |
| 2000       | 3.2        |
| 2018       | 4.9        |

طبقاً للجهاز المركزي للإحصاء الفلسطيني، بلغ عدد سكان دولة فلسطين 4،420،549 نسمة في عام 2013. في منطقة تبلغ مساحتها 6020 كيلومترًا مربعًا (2320 ميلًا مربعًا)، هناك كثافة سكانية تبلغ حوالي 827 شخصًا لكل كيلومتر مربع. لوضع هذا في سياق أوسع، كان متوسط الكثافة السكانية في العالم 25 شخصًا لكل كيلومتر مربع اعتبارًا من عام 2017.

### اللغة
بحسب القانون الأساسي الفلسطيني وتحديدًا في المادة الرابعة، تعتبر اللغة العربية هي اللغة الرسمية. اللغة العربية هي اللغة الأساسية التي يتحدث بها الفلسطينيون ولها لهجة فريدة. مجموعة فرعية من اللهجة العربية الشامية، يتحدث بها في فلسطين؛ المواطنون العرب في إسرائيل والسكان الفلسطينيون في الضفة الغربية وغزة وفي أماكن أخرى داخل الأراضي المحتلة وفي الشتات حول العالم. في الضفة الغربية، هناك العديد من المستوطنات الإسرائيلية التي أصبحت العبرية فيها أكثر شيوعًا منذ أوائل القرن العشرين. ومع ذلك، بدأت الروسية والأمهرية في الظهور أيضًا كنتيجة لهجرة اليهود من إثيوبيا. كما جلب مهاجرون يهود آخرون لغات أوروبية أخرى.

### الدين
الدين في فلسطين (تقديرات 2014)
%93 من الفلسطينيين مسلمون، الغالبية العظمى منهم من أتباع المذهب السني، مع أقلية صغيرة من الأحمدية، و15% مسلمون غير طوائف. يمثل المسيحيون الفلسطينيون أقلية مهمة تبلغ 6%، تليهم مجتمعات دينية أصغر بكثير، بما في ذلك الدروز[بحاجة لمصدر] والسامريون.

### الرعاية الصحية
وفقًا لوزارة الصحة الفلسطينية، اعتبارًا من عام 2017، كان هناك 743 مركزًا للرعاية الصحية الأولية في فلسطين (583 في الضفة الغربية و160 في غزة)، و81 مستشفى (51 في الضفة الغربية، بما في ذلك القدس الشرقية، و30 في غزة).
تعمل تحت رعاية منظمة الصحة العالمية (WHO)، تأسست مجموعة الصحة للأراضي الفلسطينية المحتلة في عام 2009 وتمثل شراكة لأكثر من 70 منظمة غير حكومية محلية ودولية ووكالات تابعة للأمم المتحدة توفر إطارًا للجهات الصحية الفاعلة المشاركة في الاستجابة الإنسانية للأرض الفلسطينية المحتلة. وتشارك وزارة الصحة في رئاسة الكتلة لضمان التوافق مع السياسات والخطط الوطنية. يصف تقرير المدير العام لمنظمة الصحة العالمية الصادر في 1 مايو 2019 أوضاع القطاع الصحي في الأرض الفلسطينية المحتلة ويحدد الأولويات الاستراتيجية والعقبات الحالية التي تحول دون تحقيقها وفقًا لاستراتيجية التعاون القطري لمنظمة الصحة العالمية والأرض الفلسطينية المحتلة 2017-2020.

### التعليم
بلغت نسبة معرفة القراءة والكتابة في فلسطين 96.3% بحسب تقرير عام 2014 لبرنامج الأمم المتحدة الإنمائي، وهي نسبة عالية بالمعايير الدولية. هناك فرق بين الجنسين في السكان الذين تزيد أعمارهم عن 15 عامًا، حيث يعتبر 5.9% من النساء أميات مقارنة بـ1.6% من الرجال. انخفضت الأمية بين النساء من 20.3% عام 1997 إلى أقل من 6% عام 2014.

## الاقتصاد

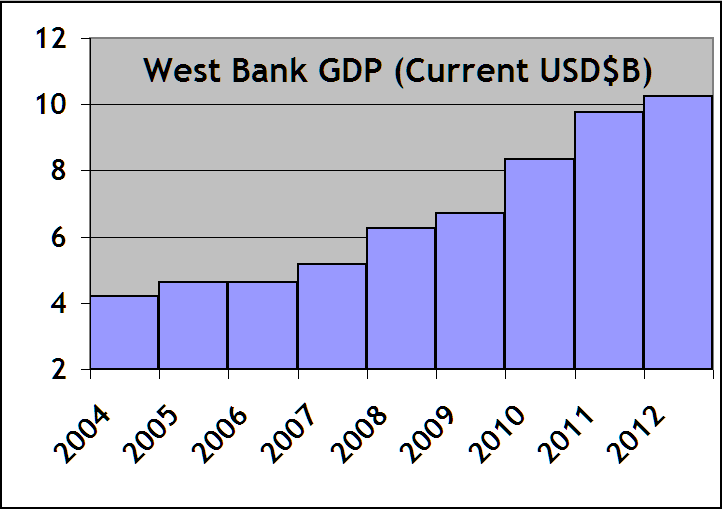
الناتج المحلي الإجمالي للضفة الغربية.

الاقتصاد في الأراضي الفلسطينية يشير إلى الاقتصاد في الأقاليم الخاضعة لإدارة السلطة الفلسطينية في الأراضي الفلسطينية، وهو اقتصاد محكوم إلى حد كبير بالاقتصاد الإسرائيلي والسياسات الإسرائيلية، ومن ميزات اقتصاد السلطة الفلسطينية اعتماده العالي على المساعدات الخارجية، وهو أحد مصادر الدخل الأساسية للسلطة الحاكمة، وتأتي المساعدات المالية من الدول العربية، الاتحاد الأوروبي والولايات المتحدة الأمريكية. كما يتميز هذا الاقتصاد بنسبة عالية من العمال في إسرائيل والخارج.
ارتفع نصيب الفرد من الناتج المحلي الإجمالي في الأراضي الفلسطينية بنسبة 7% سنويا من 1968 إلى 1980 لكنه تباطأ خلال الثمانينيات. بين عامي 1970 و1991، ارتفع متوسط العمر المتوقع من 56 إلى 66 عامًا، وانخفض معدل وفيات الرضع لكل 1000 من 95 إلى 42، وارتفعت الأسر المعيشية المزودة بالكهرباء من 30% إلى 85%، وارتفعت الأسر المعيشية التي بها مياه آمنة من 15% إلى 90%، والأسر التي لديها ثلاجة من 11% إلى 85%، وارتفعت الأسر التي لديها غسالة ملابس من 23% عام 1980 إلى 61% عام 1991.

### السياحة
تشير السياحة في الأراضي التي تطالب بها دولة فلسطين إلى السياحة في القدس الشرقية والضفة الغربية وقطاع غزة. في عام 2010، زار 4.6 مليون شخص الأراضي الفلسطينية، مقارنة بـ2.6 مليون في عام 2009. ومن هذا العدد، كان 2.2 مليون سائح أجنبي و2.7 مليون سائح محلي. يأتي معظم السياح لساعات قليلة فقط أو كجزء من خط سير رحلة ليوم واحد. في الربع الأخير من عام 2012 أقام أكثر من 150 ألف نزيل في فنادق الضفة الغربية. 40% كانوا أوروبيين و9% من الولايات المتحدة وكندا. كتب دليل السفر في لونلي بلانيت أن «الضفة الغربية ليست أسهل مكان للسفر فيه ولكن هذا الجهد يكافأ بوفرة». في عام 2013، صرحت وزيرة السياحة في السلطة الفلسطينية رولا معايعة أن حكومتها تهدف إلى تشجيع الزيارات الدولية إلى فلسطين، لكن الاحتلال هو العامل الرئيسي الذي يمنع قطاع السياحة من أن يصبح مصدر دخل رئيسي للفلسطينيين. لا توجد شروط تأشيرة مفروضة على الرعايا الأجانب بخلاف تلك التي تفرضها سياسة التأشيرات في إسرائيل. يخضع الوصول إلى القدس والضفة الغربية وغزة لسيطرة كاملة من قبل حكومة إسرائيل. يتطلب الدخول إلى الأراضي الفلسطينية المحتلة جواز سفر دولي ساري المفعول.

### مجال الاتصالات
أفاد الجهاز المركزي للإحصاء الفلسطيني ووزارة الاتصالات وتكنولوجيا المعلومات أن هناك 4.2 مليون مشترك في خدمة الهاتف المحمول في فلسطين مقابل 2.6 مليون مشترك في نهاية عام 2010 بينما ارتفع عدد مشتركي ADSL في فلسطين إلى حوالي 363 ألف مشترك. نهاية عام 2019 من 119 ألف خلال نفس الفترة. 97% من الأسر الفلسطينية لديها خط خلوي واحد على الأقل بينما يمتلك هاتف ذكي واحد على الأقل 86% من الأسر (91% في الضفة الغربية و78% في قطاع غزة). حوالي 80% من الأسر الفلسطينية لديها اتصال بالإنترنت في منازلها ونحو ثلثها لديها جهاز حاسوب. في 12 يونيو 2020، وافق البنك الدولي على منحة بقيمة 15 مليون دولار أمريكي لمشروع التكنولوجيا للشباب والوظائف (TechStart) بهدف مساعدة قطاع تكنولوجيا المعلومات الفلسطيني على ترقية قدرات الشركات وخلق المزيد من الوظائف عالية الجودة. قال كانثان شانكار، المدير الإقليمي للبنك الدولي في الضفة الغربية وقطاع غزة: «يتمتع قطاع تكنولوجيا المعلومات بالقدرة على تقديم مساهمة قوية في النمو الاقتصادي، ويمكن أن يوفر فرصًا للشباب الفلسطيني، الذين يشكلون 30% من السكان ويعانون من البطالة الحادة.»

### الخدمات المالية
أصدرت سلطة النقد الفلسطينية إرشادات لتشغيل وتوفير خدمات الدفع الإلكتروني بما في ذلك المحفظة الإلكترونية والبطاقات مسبقة الدفع.

### النقل

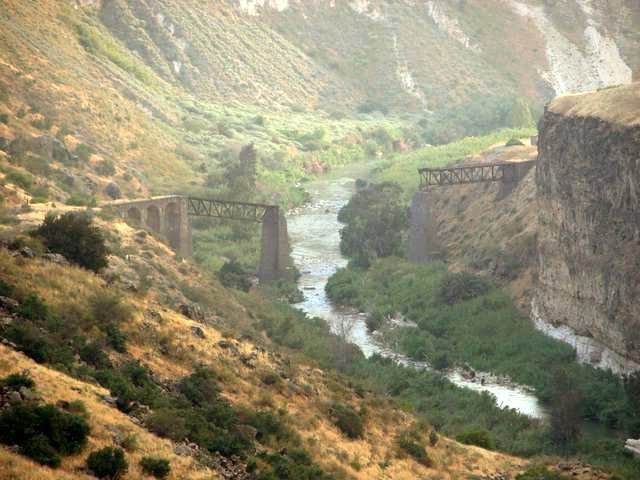
جسر الحاوي على نهر اليرموك كان يربط بين درعا وحيفا. قامت عصابة البالماخ الصهيونية بتفجيره عام ، وهو على هذه الحال إلى يومنا هذا.

النقل في دولة فلسطين، التي تتكون من منطقتين غير متجاورتين، الضفة الغربية وقطاع غزة، تدار أجزاء مختلفة منها من قبل السلطة الوطنية الفلسطينية وإدارة حماس في غزة وإسرائيل.
في اتفاقيات كامب ديفيد، والتي تكررت في تصريحات إسرائيلية عام 2005، كان هناك اقتراح لربط الأراضي الفلسطينية بخط سكة حديد عالي السرعة. سيشمل ذلك تمديد خط سكة حديد حلتس إلى ترقوميا (وبالتالي توفير خط سكة حديد من معبر إيريز إلى الضفة الغربية) وبناء حافز للسكك الحديدية الشرقية المستقبلية إلى طولكرم، وكذلك إعادة بناء فرع السكك الحديدية القديم من سكة حديد وادي جزريل المتجدد إلى جنين. قد تمتد هذه الروابط لاحقًا إلى مصر والأردن.
اعتبارًا من فبراير 2012، أكدت وزارة النقل الإسرائيلية خطة لشبكة سكة حديد بطول 475 كيلومترًا، وإنشاء 11 خطًا جديدًا للسكك الحديدية في الضفة الغربية. وستشمل شبكة الضفة الغربية خطاً واحداً يمر عبر جنين ونابلس ورام الله والقدس ومعاليه أدوميم وبيت لحم والخليل. وسيقدم آخر الخدمة على طول الحدود الأردنية من إيلات إلى البحر الميت وأريحا وبيت شيعان ومن هناك نحو حيفا في الغرب وكذلك في الاتجاه الشمالي الشرقي. يدعو المخطط المقترح أيضًا إلى مسارات أقصر، مثل بين نابلس وطولكرم في الضفة الغربية، ومن رام الله إلى جسر الملك حسين معبر الأردن.

### إمدادات المياه والصرف الصحي
تتميز إمدادات المياه والصرف الصحي في الأراضي الفلسطينية بنقص حاد في المياه وتتأثر بشدة بالاحتلال الإسرائيلي. تسيطر إسرائيل بشكل كامل على موارد المياه في فلسطين، ويخضع تقسيم المياه الجوفية لبنود اتفاقية أوسلو الثانية.[بحاجة لمصدر]
بشكل عام، نوعية المياه أسوأ بكثير في قطاع غزة بالمقارنة مع الضفة الغربية. يُفقد ما يقرب من ثلث إلى نصف المياه التي يتم توصيلها في الأراضي الفلسطينية في شبكة التوزيع. أدى الحصار الدائم لقطاع غزة وحرب غزة إلى إلحاق أضرار جسيمة بالبنية التحتية في قطاع غزة. فيما يتعلق بمياه الصرف الصحي، لا تملك محطات المعالجة الحالية القدرة على معالجة جميع مياه الصرف الناتجة، مما يتسبب في تلوث شديد للمياه. يعتمد تطوير القطاع بشكل كبير على التمويل الخارجي.

## الثقافة

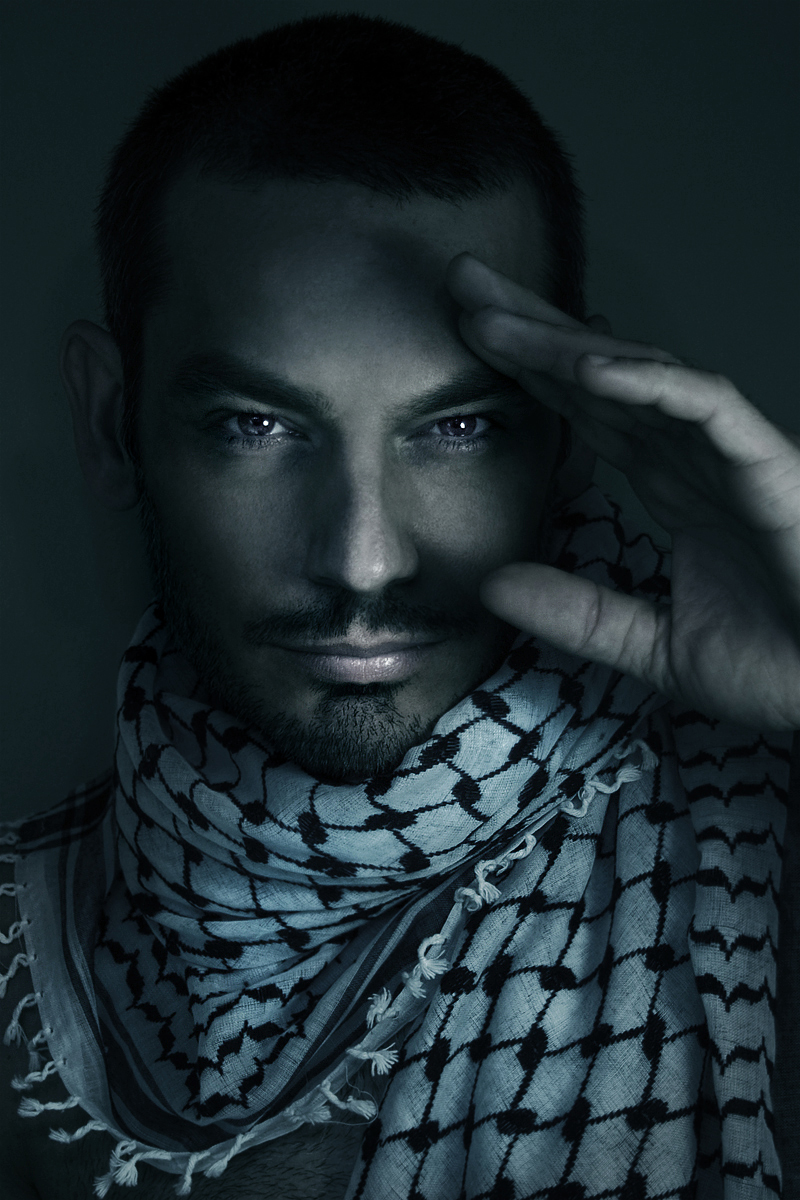
أصبحت الكوفية الفلسطينية رمزا وطنيا فلسطينيا، وتجاوز استخدامها المنطقة العربية واكتسبت شعبية بين الناشطين المتضامنين مع الفلسطينيين في الصراع مع إسرائيل، وبين ناشطي اليسار الأممي عموما.

ثقافة فلسطين هي ثقافة الشعب الفلسطيني المقيم في فلسطين، وعبر المنطقة المعروفة تاريخياً بفلسطين، وكذلك في الشتات الفلسطيني. تتأثر الثقافة الفلسطينية بالعديد من الثقافات والأديان المتنوعة التي كانت موجودة في فلسطين التاريخية.
التراث الثقافي واللغوي للشعب الفلسطيني هو مزيج من العناصر الكنعانية الأصلية والفينيقية والثقافات الأجنبية التي أصبحت تحكم الأرض وشعبها على مدى آلاف السنين.
في الفترة اللاحقة، تعبر المساهمات الثقافية في مجالات الفن والأدب والموسيقى والأزياء والمطبخ عن الهوية الفلسطينية على الرغم من الفصل الجغرافي بين الفلسطينيين من الأراضي الفلسطينية والمواطنين الفلسطينيين في إسرائيل والفلسطينيين في الشتات.
تتكون الثقافة الفلسطينية من الطعام، والرقص، والأساطير، والتاريخ الشفوي، والأمثال، والنكات، والمعتقدات الشعبية، والعادات، وتشمل التقاليد (بما في ذلك التقاليد الشفوية) للثقافة الفلسطينية. شدد الإحياء الفولكلوري بين المثقفين الفلسطينيين مثل نمر سرحان وموسى علوش وسليم مبيض وآخرين على الجذور الثقافية قبل الإسلام (وما قبل العبرية)، وإعادة بناء الهوية الفلسطينية مع التركيز على الثقافتين الكنعانية واليبوسية. يبدو أن مثل هذه الجهود قد أثمرت كما يتضح من تنظيم احتفالات مثل مهرجان قباطية الكنعاني ومهرجان يابوس الموسيقي السنوي من قبل وزارة الثقافة الفلسطينية.

### وسائل الإعلام
هناك عدد من الصحف ووكالات الأنباء والمحطات الفضائية في دولة فلسطين. وتشمل وكالاتها الإخبارية وكالة معا الإخبارية، وكالة الأنباء الفلسطينية، وشبكة الأخبار الفلسطينية. فضائية الأقصى، قناة القدس، قناة سنابل وهي قنوات البث الفضائية الرئيسية.

### الرياضة
كرة القدم هي الرياضة الأكثر شعبية بين الشعب الفلسطيني.[بحاجة لمصدر] يمثل منتخب فلسطين لكرة القدم الدولة في كرة القدم الدولية. الرغبي هي أيضًا رياضة مشهورة.[بحاجة لمصدر]

### الفن والموسيقى والملابس

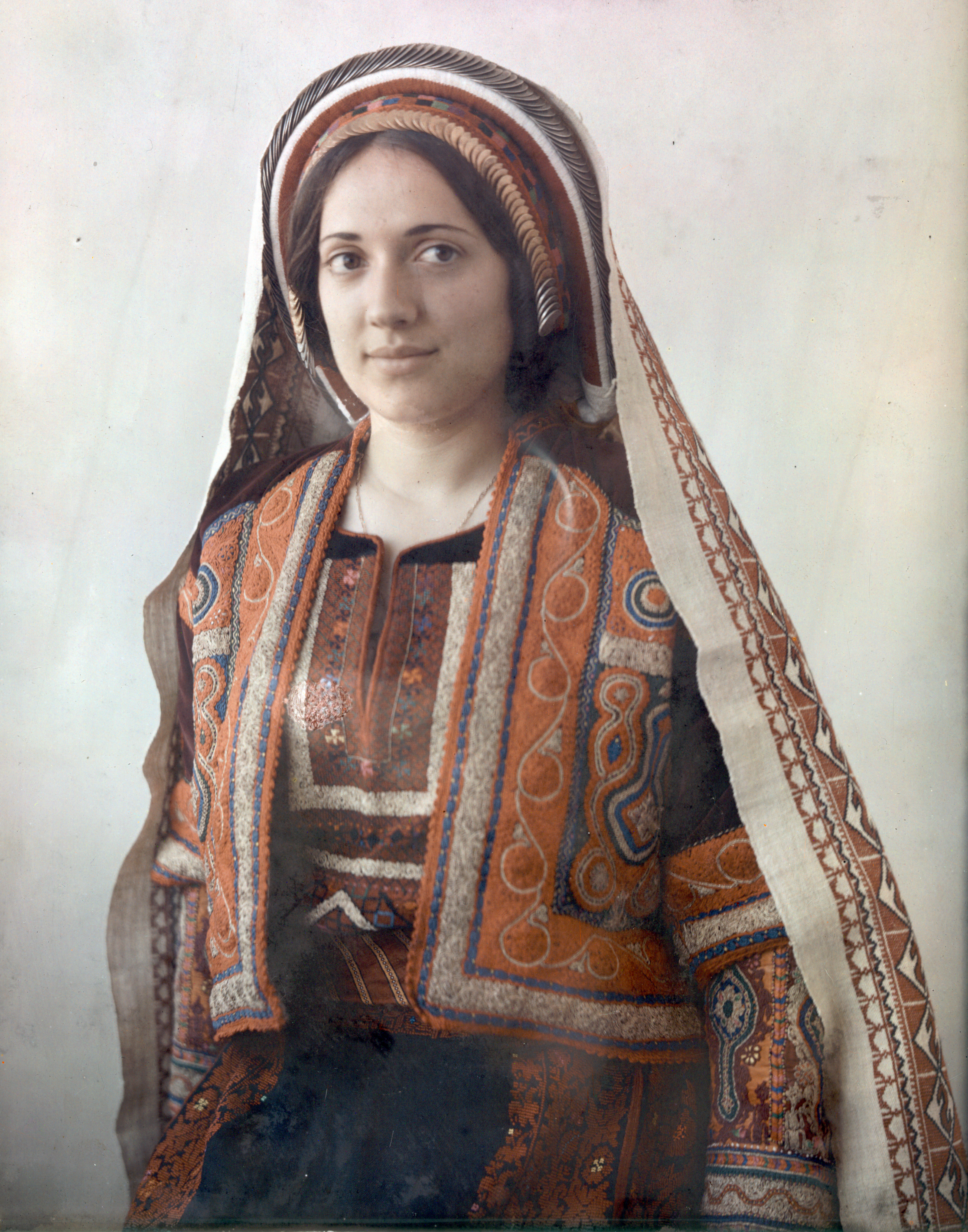
امرأة من رام الله، 1929-1946.

الفن الفلسطيني مصطلح يستخدم للإشارة إلى اللوحات والملصقات وفن التركيب والوسائط المرئية الأخرى التي ينتجها فنانون فلسطينيون. في حين أن المصطلح قد استخدم أيضًا للإشارة إلى الفن القديم المنتج في المنطقة الجغرافية لفلسطين، فإنه يشير في استخدامه الحديث عمومًا إلى أعمال الفنانين الفلسطينيين المعاصرين. على غرار بنية المجتمع الفلسطيني، يمتد مجال الفن الفلسطيني على أربعة مراكز جغرافية رئيسية: الضفة الغربية وقطاع غزة. إسرائيل؛ الشتات الفلسطيني في العالم العربي وأوروبا والولايات المتحدة. يجد الفن الفلسطيني المعاصر جذوره في الفن الشعبي والرسم المسيحي والإسلامي التقليدي الذي انتشر في فلسطين على مر العصور. بعد النكبة عام 1948، سادت الموضوعات القومية حيث استخدم الفنانون الفلسطينيون وسائل إعلام متنوعة للتعبير عن علاقتهم بالهوية والأرض واستكشافها.
الموسيقى الفلسطينية هي واحدة من العديد من الأنواع الفرعية الإقليمية للموسيقى العربية. في حين أنها تشترك كثيرًا مع الموسيقى العربية، من الناحيتين الهيكلية والوظيفية، إلا أن هناك أشكالًا موسيقية وموضوعات مميزة فلسطينية.
الأزياء الفلسطينية هي الملابس التقليدية التي يرتديها الفلسطينيون. غالبًا ما علق المسافرون الأجانب إلى فلسطين في القرن التاسع عشر وأوائل القرن العشرين على التنوع الغني للأزياء التي ترتديها، ولا سيما من قبل الفلاحين أو نساء القرية. كانت العديد من الملابس المصنوعة يدويًا مطرزة بغنى، وقد لعب ابتكار هذه العناصر وصيانتها دورًا مهمًا في حياة نساء المنطقة. على الرغم من أن الخبراء في هذا المجال يتتبعون أصول الأزياء الفلسطينية إلى العصور القديمة، إلا أنه لا توجد قطع أثرية للملابس باقية من هذه الفترة المبكرة يمكن مقارنة العناصر الحديثة بها بشكل نهائي. تم توثيق التأثيرات من مختلف الإمبراطوريات التي حكمت فلسطين، مثل مصر القديمة وروما القديمة والإمبراطورية البيزنطية، من بين أمور أخرى، من قبل العلماء استنادًا إلى حد كبير على الرسوم في الفن والأوصاف في الأدب للأزياء المنتجة خلال هذه الأوقات. حتى الأربعينيات من القرن الماضي، كانت الأزياء الفلسطينية التقليدية تعكس الوضع الاقتصادي والزوجي للمرأة وبلدتها أو منطقتها الأصلية، مع وجود مراقبون مطّلعون يميزون هذه المعلومات من النسيج والألوان والقص والتطريز (أو عدم وجودها) المستخدمة في الملابس. في عام 2021، أدرج فن التطريز في فلسطين والممارسات والمهارات والمعرفة والطقوس على قائمة اليونسكو التمثيلية للتراث الثقافي غير المادي للبشرية.

### المطبخ
المطبخ الفلسطيني أحد المطابخ الشرقية الغنية في منطقة بلاد الشام، والذي يتداخل بشكل كبير مع فنون الطبخ في بلاد الشام. الطبق الوطني من فلسطين هو المسخن. ينعكس تاريخ فلسطين من حكم إمبراطوريات كثيرة مختلفة على المطبخ بشكل واضح، والتي استفادت من مختلف المساهمات والتبادلات الثقافية.

### الأدب
يشير الأدب الفلسطيني إلى الروايات والقصص القصيرة والأشعار التي أنتجها الفلسطينيون باللغة العربية. يشكل الأدب الفلسطيني المعاصر جزءًا من النوع الأوسع للأدب العربي، ويتميز غالبًا بإحساسه المتزايد بالسخرية واستكشاف الموضوعات الوجودية وقضايا الهوية. ومن الشائع الإشارة إلى مواضيع مقاومة الاحتلال والنفي والضياع والحب والشوق للوطن.

## علم دولة فلسطين

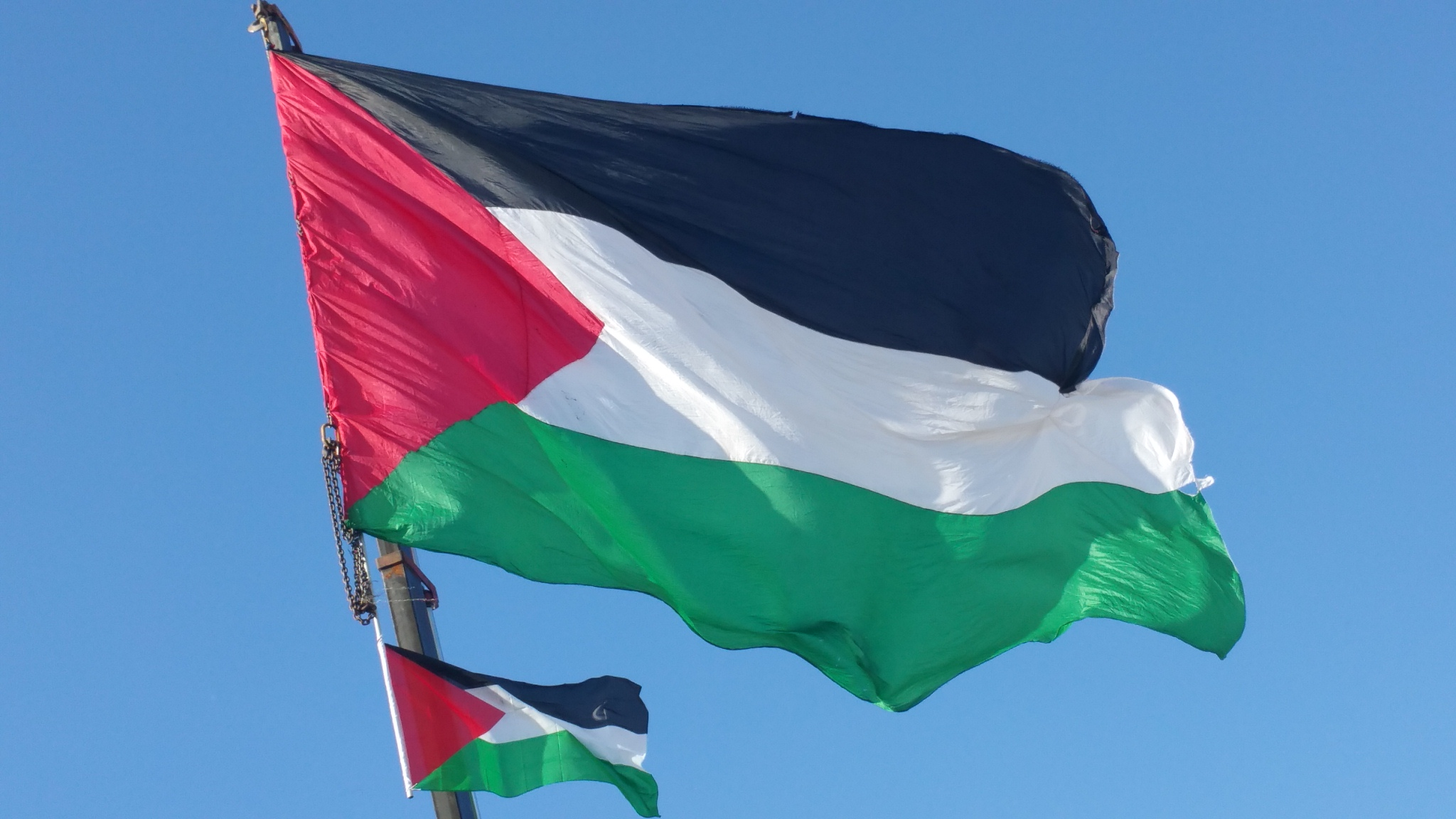
علم فلسطين.

علم دولة فلسطين هو علم استخدمه الفلسطينيون منذ النصف الأول من القرن العشرين للتعبير عن طموحهم الوطني. يتكون هذا العلم من ثلاثة خطوط أفقية متماثلة، (من الأعلى للأسفل، أسود، وأبيض، وأخضر) فوقها مثلث أحمر متساوي الساقين قاعدته عند بداية العلم (القاعدة تمتد عموديا) ورأس المثلث واقع على ثلث طول العلم أفقيا.
استخدم الفلسطينيون العلم في إشارة للحركة الوطنية الفلسطينية عام 1917. وفي عام 1947، فسر حزب البعث العربي العلم كرمز للحرية وللوحدة العربية. وعاد الفلسطينيون لإعادة تبني العلم في المؤتمر الفلسطيني في غزة عام 1948. اعترف بالعلم من قبل جامعة الدول العربية على أنه علم الشعب الفلسطيني، وكذلك أكدت منظمة التحرير على ذلك في المؤتمر الفلسطيني في القدس عام 1964، وفي 15 نوفمبر 1988، تبنت منظمة التحرير الفلسطينية العلم ليكون علم الدولة الفلسطينية التي أعلنت من جانب واحد عام 1988.

## الأعياد والعطل الرسمية
| المناسبة                                       | التاريخ       | مدة العطلة       |
| ---------------------------------------------- | ------------- | ---------------- |
| رأس السنة الهجرية                              | 1 محرم        | يوم واحد         |
| ذكرى المولد النبوي                             | 12 ربيع الأول | يوم واحد         |
| ذكرى الإسراء والمعراج                          | 27 رجب        | يوم واحد         |
| عيد الفطر                                      | 1 شوال        | ثلاثة أيام       |
| عيد الأضحى                                     | 10 ذو الحجة   | وقفة وأربعة أيام |
| رأس السنة الميلادية وانطلاقة الثورة الفلسطينية | 1 يناير       | يوم واحد         |
| عيد الميلاد المجيد الشرقي                      | 7 يناير       | يوم واحد         |
| اليوم العالمي للمرأة (في الضفة الغربية فقط)    | 8 مارس        | يوم واحد         |
| يوم العمال العالمي                             | 1 مايو        | يوم واحد         |
| عيد الاستقلال                                  | 15 نوفمبر     | يوم واحد         |
| عيد الميلاد المجيد الغربي                      | 25 ديسمبر     | يوم واحد         |

## اقرأ أيضًا
- الكتاب الأبيض
- إعلان الاستقلال الفلسطيني
- التسلسل التاريخي لفلسطين
- قائمة أحداث الصراع العربي الإسرائيلي

## وصلات خارجية
- دولة فلسطين، مجلس الوزراء. (بالعربية)
- دولة فلسطين، اليونيسف. (بالعربية)